# Carlotta Wamser
Carlotta „Calle“ Wamser (* 1. November 2003 in Herford) ist eine deutsche Fußballspielerin. Die Stürmerin, die mittlerweile häufig als rechte Außenverteidigerin spielt, ist seit dem 1. Juli 2025 Vertragsspielerin von Bayer 04 Leverkusen.

## Karriere

### Vereine
Die Stürmerin Carlotta Wamser wuchs in Bad Salzuflen auf und begann ihre Karriere beim örtlichen Verein TuS Grastrup-Retzen. Über den TBV Lemgo wechselte sie im Jahre 2017 zur SpVg Brakel, wo auch schon ihr Vater spielte. In Brakel spielte sie zunächst in der männlichen C-Jugend und stieg mit ihrer Mannschaft in die zweitklassige Westfalenliga auf. Mit einer Ausnahmegenehmigung spielte sie in der folgenden Saison als einziges Mädchen in dieser Spielklasse, obwohl sie eigentlich zu alt war und in die B-Jugend hätte aufrücken müssen. Darüber hinaus gewann sie mit ihrem Team im Jahre 2019 die Westfalenmeisterschaft im Futsal. In der Saison 2019/20 spielte Wamser in der B-Junioren-Landesliga und wurde 2020 mit der Fritz-Walter-Medaille in Bronze ausgezeichnet.
Im Sommer 2020 wechselte Wamser zum Bundesligisten SGS Essen und unterschrieb einen bis zum 30. Juni 2023 datierten Vertrag. Ihr Bundesligadebüt gab sie am 4. September 2020 bei der 0:3-Niederlage beim VfL Wolfsburg. Wamser kam in der Saison 2020/21 in allen Spielen zum Einsatz und war mit fünf Toren beste Torschützin ihrer Mannschaft. Die SGS-Fans wählten Wamser zur Spielerin der Saison. Wamser bestritt für Essen 42 Ligaspiele, in denen sie sechs Tore erzielte.
Zur Saison 2022/23 wechselte Wamser zu Eintracht Frankfurt und erhielt einen bis zum 30. Juni 2025 datierten Vertrag. Zeitweise wurde sie wegen einer bei der U20-Auswahlmannschaft im Sommer 2022 zugezogenen Verletzung ausgebremst (siehe unten), ehe sie sich im Laufe der Hinrunde zunehmend als „Jokerin“ in der Mannschaft etablierte.
Anfang Januar 2024 wurde Wamser bis Saisonende an den Ligakonkurrenten 1. FC Köln verliehen.
Zur Saison 2024/25 kehrte Wamser zu Eintracht Frankfurt zurück, für die sie zunächst die „Jokerrolle“ einnahm. Sie stand vereinzelt in der Startelf, wurde jedoch in beinahe jedem Spiel eingewechselt. Zur Saison 2025/26 wechselte sie zu Bayer 04 Leverkusen.

### Nationalmannschaft
Mit der U17-Nationalmannschaft gewann Wamser die Europameisterschaft 2019 durch einen 3:2-Finalsieg über die Niederlande. Wamser wurde zudem in das All-Star-Team des Turniers gewählt. Mit der U-20-Auswahlmannschaft nahm sie an der Juniorinnen-WM 2022 teil, musste aber nach einer im zweiten Gruppenspiel zugezogenen Fraktur der Augenhöhle und des Kiefers das Turnier vorzeitig beenden. Nach der anschließenden Operation vor Ort war sie zunächst nicht flugfähig und musste mehrere Wochen im Hotel in Costa Rica verbringen. Bei der Reaktivierung der U23-Nationalmannschaft im Spieljahr 2024 kam sie am 24. Oktober in Frankfurt am Main beim 3:0-Sieg über die U23-Nationalmannschaft Frankreichs zum Einsatz und erzielte das Tor zum Endstand in der 76. Minute.
Ihr Debüt in der A-Nationalmannschaft feierte Wamser am 30. Mai 2025 beim Nations-League-Spiel gegen die Niederlande. Sie wurde zur 81. Minute für Giulia Gwinn in der Defensive eingewechselt.
Für die Europameisterschaft 2025 stand Wamser im Kader von Bundestrainer Christian Wück. Ab dem Auftaktspiel der Nationalelf gegen Polen musste sie für die in der ersten Halbzeit verletzte Giulia Gwinn einspringen. Im Gruppenspiel gegen Schweden verhinderte sie mit den Armen ein sicheres Tor der Gegnerinnen, erhielt Platzverweis und eine Sperre für das Viertelfinale gegen Frankreich. Im Halbfinale unterlag sie mit der deutschen Mannschaft  Weltmeister Spanien nach Verlängerung.

## Sonstiges
Wamser durchlief bis Anfang 2023 die Besondere Grundausbildung für angehende Sportsoldaten der Bundeswehr in Hannover, dabei trainierte sie bei der U16-Mannschaft von Hannover 96 mit. Im April 2023 nahm sie anschließend ein Fernstudium in Betriebswirtschaftslehre an der Fernuniversität in Hagen auf. Während ihrer Zeit in Frankfurt lebte sie zeitweise in einer Wohngemeinschaft mit Sophie Nachtigall.

## Erfolge und Auszeichnungen
- U17-Europameister 2019
- Preisträgerin Fritz-Walter-Medaille Bronze 2020 (Juniorin), Silber 2022 (U19)